# 주머니고양이아과
주머니고양이아과(Dasyurinae)는 주머니고양이목 주머니고양이과에 속하는 아과 분류의 하나이다. 오스트레일리아에 사는 작은 육식성 유대류로 십여 속을 포함하고 있다. 호랑이주머니고양이, 코와리, 물가라, 칼루타, 디블러, 파스코갈레류, 안테키누스류 그리고 태즈메이니아데빌 등을 포함하고 있다.

## 하위 분류
- 주머니고양이족 (Dasyurini)
  - 물가라속 (Dasycercus)
  - 칼루타속 (Dasykaluta)
  - 코와리속 (Dasyuroides)
  - 쿠올속 (Dasyurus)
  - 세줄무늬주머니고양이속 (Myoictis)
  - 스펙클주머니고양이속 (Neophascogale)
  - 디블러속 (Parantechinus)
  - 주머니땃쥐속 (Phascolosorex)
  - 가짜엔테키누스속 (Pseudantechinus)
  - 태즈메이니아주머니너구리속 (Sarcophilus)
- 파스코갈레족 (Phascogalini)
  - 안테키누스속 (Antechinus)
  - 허베머주머니고양이속 (Micromurexia)
  - 검은꼬리주머니고양이속 (Murexechinus)
  - 짧은털주머니고양이속 (Murexia)
  - 넓은줄무늬주머니고양이속 (Paramurexia)
  - 긴코주머니고양이속 (Phascomurexia)
  - 파스코갈레속 (Phascogale)